# روس وسكاي وإينفيرنيس ويست (دائرة انتخابية في المملكة المتحدة)
روس وسكاي وإينفيرنيس ويست كانت إحدى الدوائر الانتخابية في مجلس العموم .و انتخبت الدائرة عضوًا واحدًا في البرلمان من خلال نظام الانتخاب الأول .

وتم تشكيل الدائرة الانتخابية من خلال دمج معظم دائرة روس وكرومارتي السابقة .